# Stadion Miejski w Višegradzie
Stadion Miejski – wielofunkcyjny stadion w Višegradzie, w Bośni i Hercegowinie. Obiekt może pomieścić 1500 widzów. Swoje spotkania rozgrywają na nim piłkarze klubu FK Drina HE Višegrad.